# Irene Sánchez
Irene Sánchez Cuevas (Madrid, España, 1 de octubre de 1989) es una actriz y modelo española, conocida por su papel de Violeta, sobrina de Irene, en la serie de Antena 3, Física o química, papel que abandona en la cuarta temporada.
Su madre es jefa de maquillaje y su hermano Adrián, ha participado como actriz episódica en la serie Homicidios, protagonizada por Eduardo Noriega. También ha salido en el anuncio de la Lotería de Navidad 2013.

## Televisión
| Series de Televisión | Series de Televisión | Series de Televisión | Series de Televisión                                              |
| Año                  | Título               | Papel                | Notas                                                             |
| -------------------- | -------------------- | -------------------- | ----------------------------------------------------------------- |
| 2009                 | Física o Química     | Violeta Cortés Calvo | Papel principal (14 episodios)                                    |
| 2011                 | Homicidios           |                      | Papel episódico (Episodio: "La casa donde habitan los monstruos") |
| 2013                 | Gran Hotel           |                      | Papel episódico (Episodio: "El Sacrificio")                       |
| 2016                 | Centro Médico        |                      | Papel episódico (Segunda Temporada, episodio 51)                  |